# FC Esperia Viareggio
Der FC Esperia Viareggio ist ein italienischer Fußballverein aus Viareggio, einer Stadt aus der Region Toskana. Die Vereinsfarben sind Weiß und Schwarz. Als Stadion dient dem Verein das Stadio Torquato Bresciani in Viareggio, es bietet Platz für 7.000 Zuschauer.

Heimspielort Stadio Torquato Bresciani (auch Stadio Comunale Dei Pini genannt) in Viareggio

## Geschichte
Der Verein wurde im Jahr 1919 als Viareggio Calcio gegründet und nahm in der folgenden Spielzeit erstmals an einem regulären Ligabetrieb teil. Die Mannschaft stieg in die Promozione Toscana in einer Division des regionalen Amateurbetriebs ein und konnte sich ein Jahr später für die Prima Categoria qualifizieren. Nachdem ein Jahr später folgenden Abstieg in die Seconda Divisione verbrachte die Mannschaft vier Jahre in derselben Liga. Es folgte die erste Namensänderung des Vereins, der nun als Unione Sportiva Viareggio antrat. Der Verein war die folgenden sechs Jahre in Amateurligen vertreten und stieg nach dem Gewinn der Prima Divisione Interregionale zur Saison 1933/34 erstmals in die zweithöchste Liga, der Serie B, auf. Der Verein hielt sich drei Jahre in der Liga und musste als Tabellenletzter in der Saison 1936/37 den Gang in die Serie C antreten. Ein Jahr später stieg der Verein noch eine Stufe tiefer und wurde wegen seiner Insolvenz für die Spielzeit 1938/39 vom Spielbetrieb ausgeschlossen. Ein Jahr später folgte schließlich die Neugründung als Associazione Sportiva Viareggio Calcio und die Mannschaft durfte in die regionale Amateurliga einsteigen.
Wegen des Zweiten Weltkrieges blieb Viareggio von 1940 bis 1945 allen Turnieren und Ligapartien fern und pausierte während jener Zeit. Die Wiederaufnahme des Spielbetriebs im Jahr 1945 wurde mit dem Aufstieg in die Serie B abgeschlossen. Die Mannschaft schaffte nur im ersten Jahr den Klassenerhalt und in der darauffolgenden Saison wurde der Ligaerhalt verfehlt. Die toskanische Mannschaft war während der 1950er und 1960er Jahre bis auf zwei kurze Spielzeiten, in denen der Aufstieg in die dritthöchste Liga errungen wurde, fast ununterbrochen in unteren Ligen und in der regionalen Amateurliga aktiv. Zwischen 1968 und 1974 spielte die Mannschaft erneut in der Serie C und fiel danach wieder für mehrere Jahre in die unteren Spielklassen zurück. Die 1980er Jahre in Viareggio waren von vielen Jahren Amateurfußball geprägt, erst im Jahr 1990 gelang es die erneute Qualifikation für die Teilnahme an einer Profiliga sicherzustellen, als der Verein in die vierthöchste Spielklasse, der Serie C2, aufsteigen konnte. In dieser spielte der Verein die folgenden vier Jahre um die vorderen Ränge und verpasste dabei den Aufstieg in die nächsthöhere Liga nur knapp.
Im Jahr 1994 folgte wieder ein Rückschlag für den Verein, als dessen finanzielle Schwierigkeiten bekannt wurden und Viareggio daraufhin Insolvenz anmelden musste. Im selben Jahr wurde der Verein als Associazione Calcio Viareggio neugegründet und in die Eccellenza Toscana eingestuft, womit die Mannschaft in der sechsthöchsten Ligastufe einen Neubeginn startete. Nur drei Jahre später war die Mannschaft nach dem erfolgten Aufstieg in die Serie C2 wieder im Profifußball vertreten. Der toskanische Verein konnte in vier Jahren in Folge den Klassenerhalt erreichen, stieg nach der Saison 2001/02 jedoch in die Serie D ab. In der darauffolgenden Spielzeit gelang es erneut nicht die Talfahrt zu stoppen und der Verein musste erneut absteigen. Zudem wurden abermals die finanziellen Probleme des Vereins bekannt und dieser wurde daraufhin als Football Club Esperia Viareggio neugegründet und in die regionale Amateurliga eingestuft.
Nachdem in den folgenden zwei Jahren der Wiederaufstieg verpasst wurde, gelang in der Saison 2005/06 als Gewinner der Eccellenza Toscana die Promotion für die Serie D und ein Jahr später mit dem erneuten Aufstieg die Rückkehr in eine Profiliga. In der Saison 2007/08 wurde dabei als Fünftletzter der vierthöchsten Liga erst in den Entscheidungsspielen die Klasse gesichert und ein Jahr später als Zweitplatzierter der Lega Pro Seconda Divisione der Aufstieg in die nächsthöhere Liga geschafft.

## Ehemalige Spieler
- Marcello Agnoletto
- Giorgio Barsanti
- Alberto Bertuccelli
- Carlo Biagi
- Pierpaolo Bisoli
- Nicolò Brighenti
- Giulio Cappelli
- Carlo Castellani
- Antonio Di Natale
- Eugenio Fascetti
- Adolfo Gori
- Daniele Mannini
- Walter Mazzarri
- Ercole Rabitti
- Gianluigi Savoldi
- Mario Somma
- Luciano Spalletti
- Vinicio Viani
- Milan Zahálka
- Simone Zaza

## Ehemalige Trainer
- Sergio Castelletti (1975–1976)
- Silvio Baldini (1991–1992)
- Cristiano Lucarelli (2013–2014)